# Sukarame (Kota Agung)
Sukarame is een bestuurslaag in het regentschap Lahat van de provincie Zuid-Sumatra, Indonesië. Sukarame telt 899 inwoners (volkstelling 2010).